# Fictionwise
Fictionwise, propiedad de Barnes & Noble desde 2009, fue una de las mayores plataformas de venta de libros electrónicos de Norte América y se estima que llegó a vender un millón y medio de unidades de eBook en 2008. Fictionwise ofrecía eBooks cifrados y descifrados, en distintos formatos compatibles con ordenadores (incluyendo ePub, e Reader  y Mobipocket, además de una amplia gama de dispositivos de eBook, PDAs y Teléfonos inteligentes.
En noviembre de 2012, casi cuatro años después de haber sido comprada por Barnes & Noble, la compañía anunció que «iba a cerrar el negocio».

## Historia
Fictionwise salió a la luz el cinco de junio del 2000 como una sociedad entre J. Stephen Pendergrast y Mindwise Media, SRL, propiedad de R. Scott Pendergrast, hermano del primero. El éxito que tuvo supuso que se separase de Mindwise Media para pasar a formar una sola compañía. 
El uno de junio de 2008, Fictionwise se hizo con el departamento comercial de e-Reader de Motricity S.A., uno de los primeros vendedores de libros electrónicos conocido en sus inicios por Peanut Press (fundado en 1998) y renombrado Palm Reader cuando fue adquirido por Palm, S.A. Esto permitió que Fictionwise casi duplicase sus ingresos.
Tras la adquisición de eReader la compañía comenzó a expandir rápidamente la cobertura del sistema operativo de este formato para eBook, hasta incluir las tres versiones más recientes de los sistemas operativos Symbian y newer Mac OS X, y los programas para iPhone y iPod touch. Además de esto crearon las versiones «Pro» (de pago) de eReader y desarrollaron la página comercial eReader.com para móviles.  En diciembre de 2008 Fictionwise hizo una concesión de licencia del formato eReader a Lexcycle, que lo integró en el lector de eBook de Stanza para iPhone; y anunció que se estaban preparando más acuerdos de licencia. La compañía  lanzó una versión de eReader para Blackberry beta el once de marzo de 2009 y también diseñó otra para Android.
El cinco de marzo de 2009 Barnes & Noble compró Fictionwise por 15,7 millones de dólares en efectivo (a lo que se sumaba la cláusula de pago con beneficios futuros). Afirmó que pensaba usarlo como parte de su estrategia digital expansionista, que incluía la apertura de una tienda de e-Books más tarde ese mismo año.
Sin embargo en marzo de 2010 Fictionwise puso fin a su club de socios «Buywise Club» que ofrecía descuentos en los libros para sus miembros.
El 15 de noviembre de 2012, Fictionwise anunció que cerraría el negocio el cuatro de diciembre de ese año, y que los clientes de Estados Unidos perderían acceso a las descargas de los libros que habían comprado el día 21 de ese mismo mes, mientras que el resto lo haría el 31 de enero de 2013.  A los clientes de Estados Unidos y de Reino Unido se les ofreció la posibilidad de transferir sus compras a una cuenta de usuario de Barnes & Noble's Nook.
- Datos: Q5446583